# Simon Murray
Simon Murray (* 15. März 1992 in Dundee) ist ein schottischer Fußballspieler, der beim FC Dundee spielt.

## Karriere
Simon Murray wurde als Sohn des ehemaligen Fußballspielers Gary Murray in der schottischen Stadt Dundee geboren. Er begann seine Karriere in der Jugend von Dundee Celtic und Dundee United, bevor er zum FC Montrose etwa 60 Kilometer nördlich seiner Geburtsstadt gelegen wechselte. Im Mai 2011 absolvierte er für den Verein ein Spiel in der Third Division gegen den FC Queen’s Park. Danach spielte er für die unterklassigen Vereine FC Downfield, FC Tayport und Dundee Violet. Im Mai 2014 unterschrieb Murray einen Vertrag beim Viertligisten FC Arbroath. In der Saison 2014/15 gelangen ihm in 21 Spielen 14 Tore, woraufhin er im Januar 2015 für eine Ablösesumme von 50.000 £ von Dundee United verpflichtet wurde. Für die restliche Saison wurde er nach Arbroath verliehen. Nach seiner Rückkehr nach Dundee kam er in der Erstligasaison 2015/16 die mit dem Abstieg endete in 22 Partien auf sieben Tore. In der 2. Liga gelangen ihm als Stammkraft in 32 Ligaspielen 10 Tore. Der Wiederaufstieg wurde verpasst, der Verein gewann allerdings den Challenge Cup im Finale gegen den FC St. Mirren.

## Erfolge
mit Dundee United:
- Scottish League Challenge Cup: 2017